# Дом дворянского собрания (Тверь)
Дом дворянского собрания — одно из старинных зданий Твери. Расположено в Центральном районе города, на Советской улице (дом № 14). Ныне в здании размещается Дом офицеров Тверского гарнизона.
Построено в 1842 году по проекту И. Ф. Львова (поздний классицизм) как дом дворянского собрания. Как и в аналогичном московском здании, в интерьере доминирует торжественно оформленный двухсветный зал с колоннами и кариатидами.
После революции здание было преобразовано в Дом Красной Армии, а затем в Дом офицеров.
16 декабря 1941 года, в день освобождения Калинина от оккупации, воинами 243-й дивизии генерал-майора В. С. Поленова, части которого первыми вошли в город, над зданием был водружён красный флаг.
В течение некоторого времени, когда город входил в прифронтовую полосу, в здании Дома офицеров размещался штаб 31-й армии Калининского фронта.
11 января 1942 года в Колонном зале проходило собрание партийного актива КПСС на котором перед присутствующими с речью выступил Председатель Президиума Верховного Совета СССР М. И. Калинин.
На первом этаже здания располагается кафе «Сити».
В 2015 году началось выполнение реставрационных работ по фасадам.

## Галерея

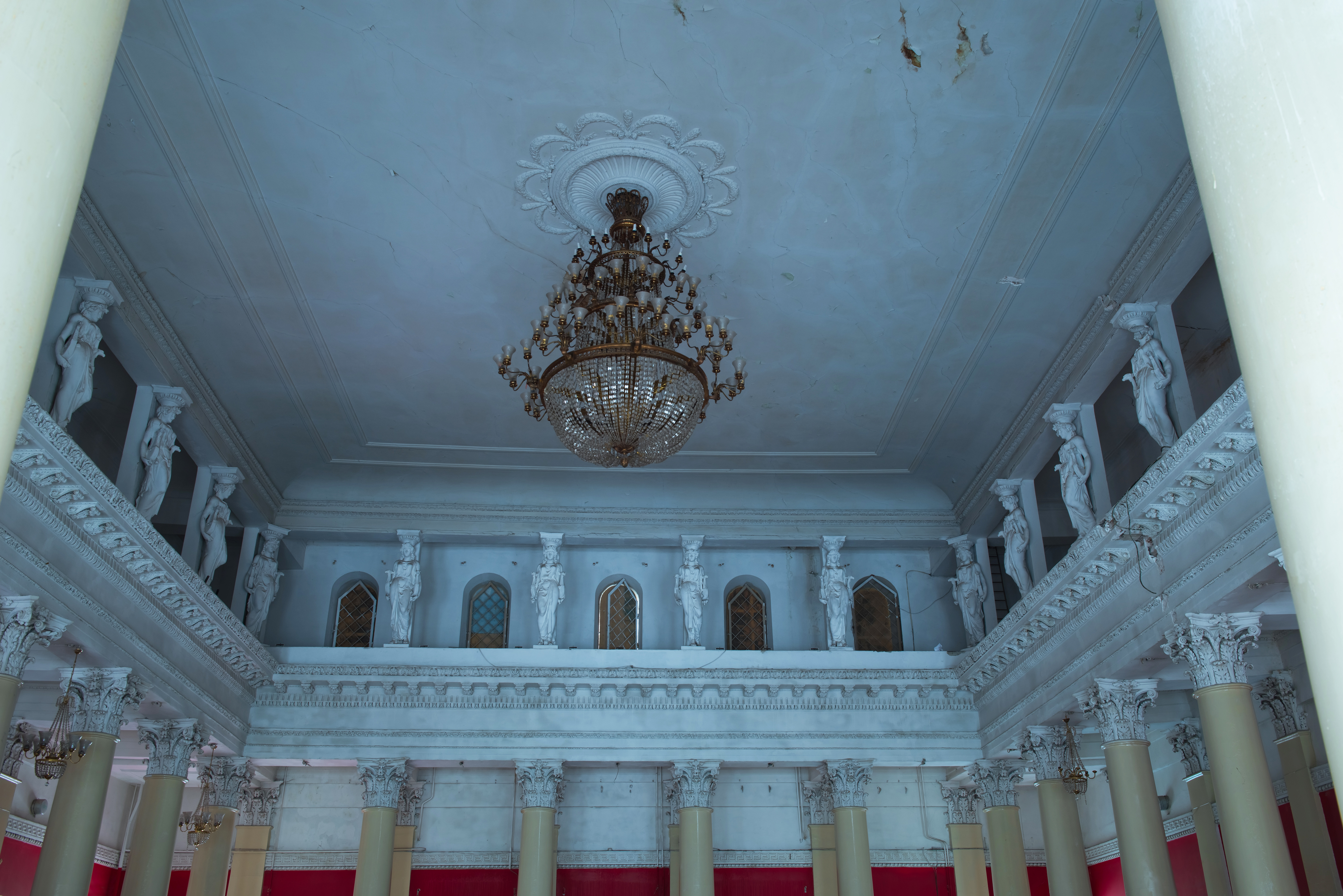
Колонный зал.
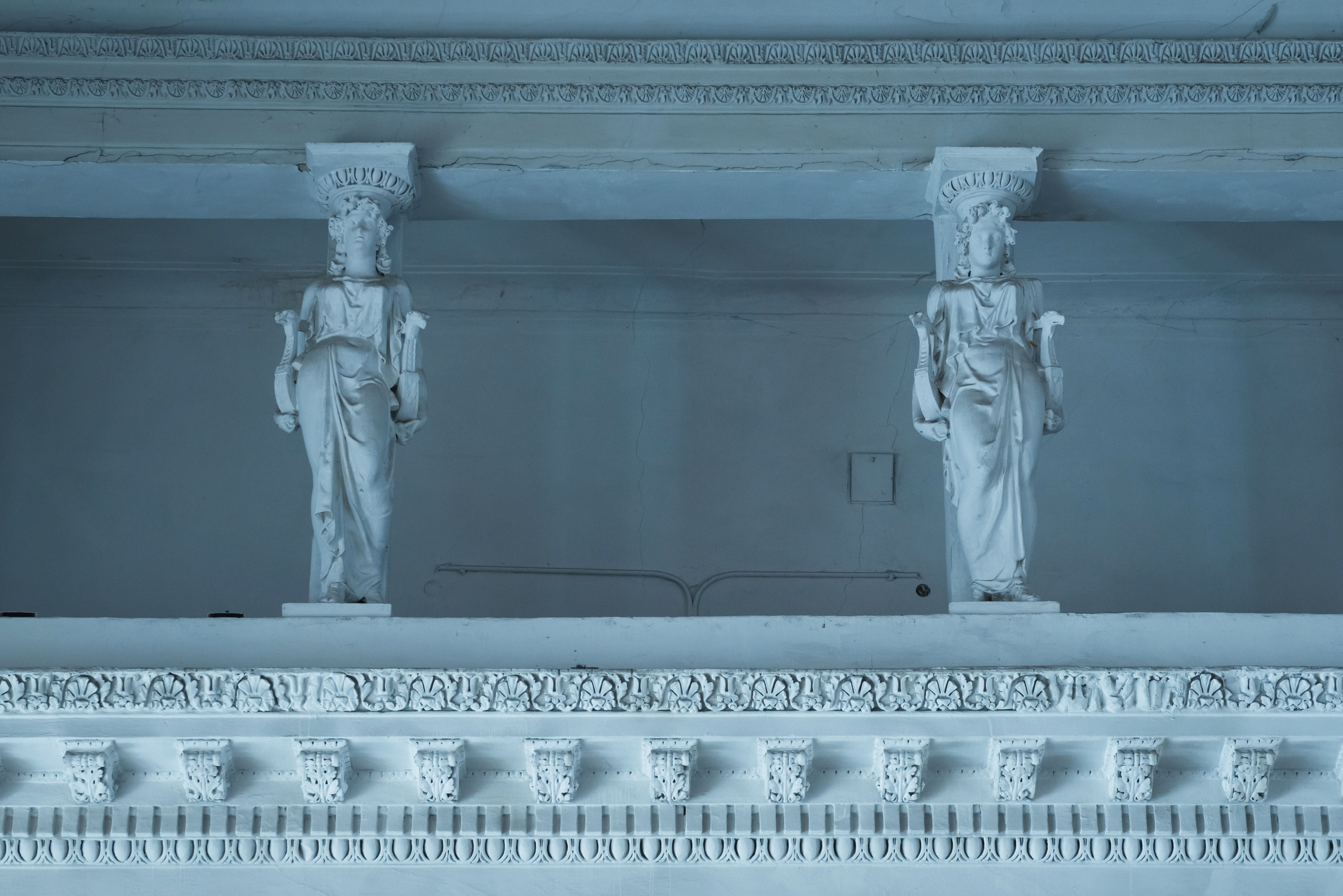
Колонный зал. Кариатиды работы И.П. Витали.
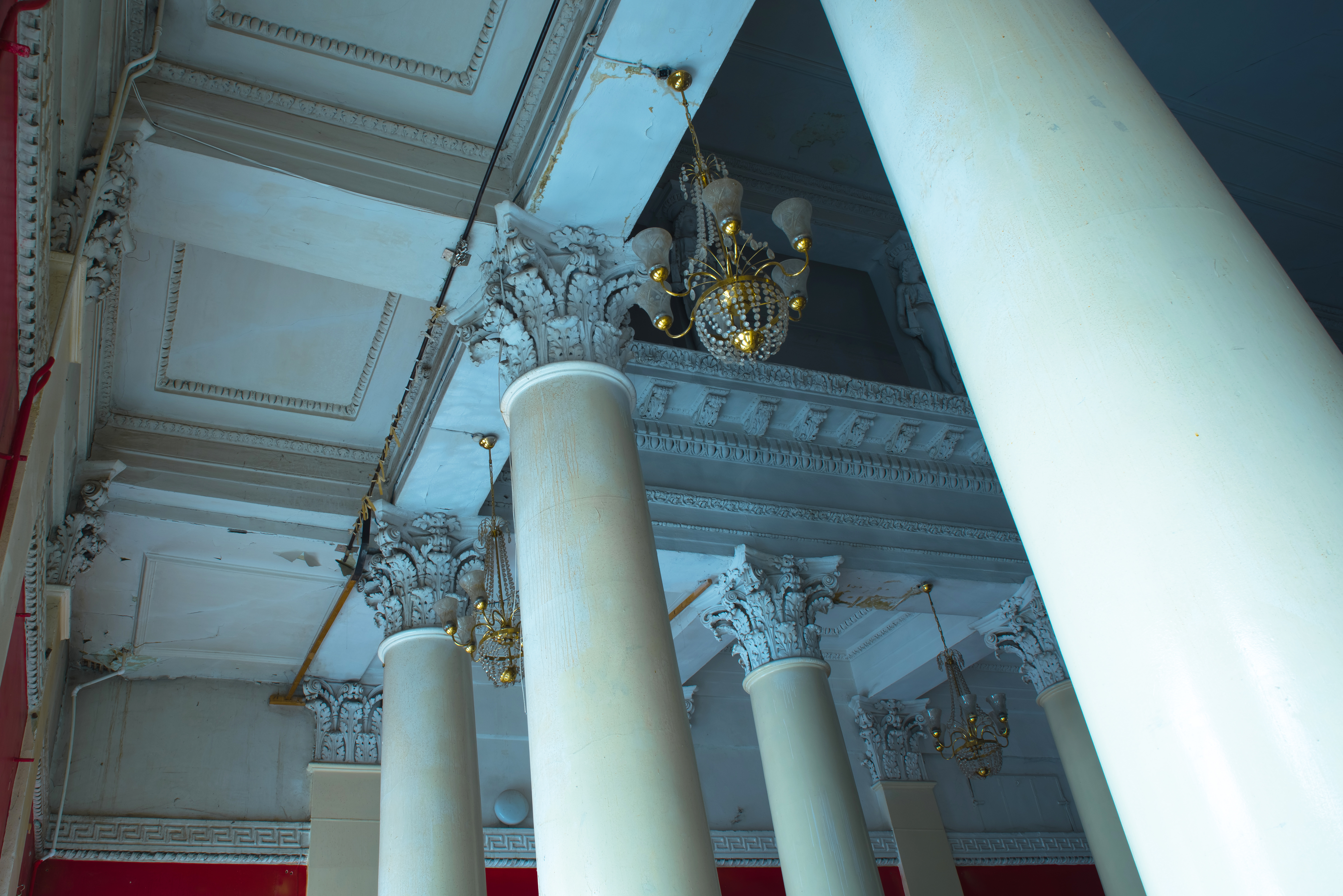
Колонный зал. Капители колонн.
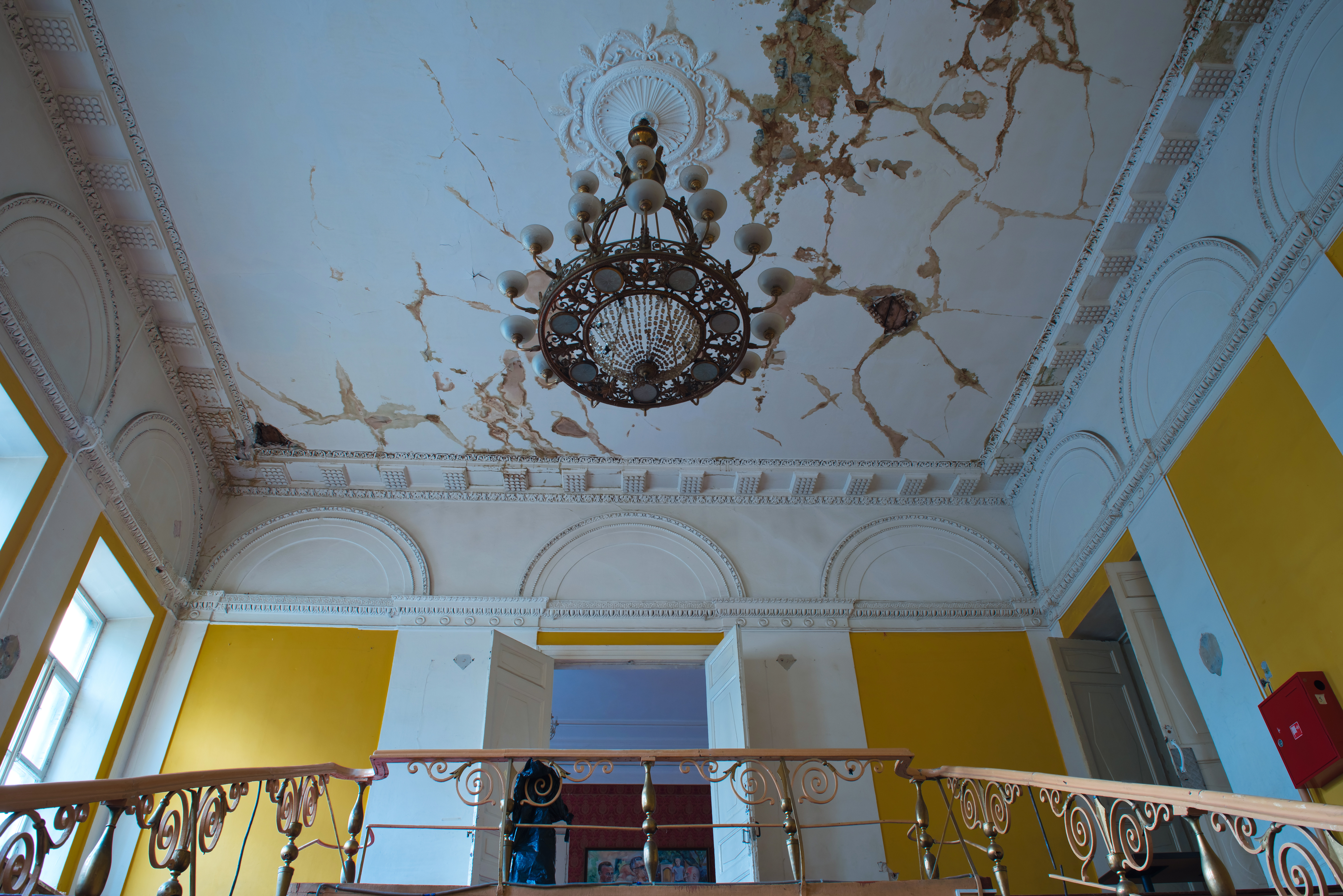
Потолок над главной лестницей.